# Кази-мурза Пшеапшоков
Кази-мурза Пшеапшоков (? — 1615) — могущественный кабардинский князь, второй сын старшего князя-валия Кабарды Шиапшука Кайтукова (1571—1578). Братья — Шеганук-мурза (ЩэугӀэныкъу) и Темрюк-мирза (Темырикъу).

## Биография
После смерти своего отца Казый с братьями продолжил ожесточенную борьбу с Темрюком, его сыновьями и братьями, которые неоднократно приводили русские отряды для разорения и разграбления княжества его отца. Ориентировался в своей политике на Крымское ханство.
В 1600/1601 году Казый заманил к себе на мирные переговоры князей Мамстрюка и Доманука Идаровых. Во время визита он нарушил святые обычаи гостеприимства горцев и приказал умертвить обоих князей. После этого Куденет Кабмулатович и Сунчалей Канклычевич Черкасские с детьми вынуждены были переселиться в Терский город.
Вскоре Казый примирился с Сунчалеем Канклычевичем, старший сын которого, Шолох, женился на дочери Казыя. Через посредничество Сунчалея в 1614 году кабардинские князья Шолох Тапсаруков, Казый Шиапшуков, Мудар Алкасов, Куденет Камбулатович и Нартшау Елбуздукович принесли шерсть (присягу) на подданство русскому царю.
В 1614 году Казый Шиапшуков безуспешно просил ратных людей «с вогненным боем» из Терского города в количестве 500 человек, чтобы совершить поход на «своих недругов». В июле того же года от имени Казыя Шиапшукова в Терский город к воеводе П. П. Головину прибыли его двоюродный брат Кул-мурза Каитукович и Алкас Кардануков.
В следующем 1615 году кабардинские князья Шолох Тапсаруков и Казый Шиапшуков отправили в Иран своих узденей, чтобы провести переговоры с персидским шахом Аббасом Великим.
Казый Шиапшуков находился во враждебных отношениях с верховным князем-валием Кабарды Шолохом Тапсаруковым. В декабре 1614 года на земли Казыя совершили нападение ногайцы из улуса бия Иштерека, захватив пленников. Казый собрал свои силы и изгнал Больших ногайцев.
В ноябре 1615 года князь-валий Кабарды Шолох Тапсаруков и его старший сын Карашай-мурза (Къэрэщей) совершили большой поход против Казыя Шиапшукова. В походе участвовали отряды больших ногаев и кумыков. В сражении с ними был убит признанный глава Каитукинского княжеского рода Казый Шиапшуков. Вместе с ним погибли его племянники: Инармас-мурза Каитукович, Аксак-мурза Каитукович, Куденет-мурза Каитукович, Докшуко-мурза Жансохович и Анфоко-мурза Шеганукович.
Казыева Кабарды была разорена.
В 1616 году кабардинские князья Кул-мурза Каитуков, Клыч Жансохов и Черегуко Шеганукин (ЩэугӀэныкъуэ икъуэ ЧъэрэгӀыкъуэ [Шэугэныкуо йикуо Чэрэгыкуо]), родственники Казыя, обратились за помощью к терскому воеводе Н. Д. Вельяминову, прося дать им ратных людей, «чтоб им ево, Шолоха-князя и Хорошая-мурзу повоевати и кровь брата своего Казыя-мурзы отлити. И по их к тебе, великому государю, челобитью Петр Приклонский (терский воевода) твоих государевых ратных людей дал. И твои государевы ратные люди на Шолоха-князя и ево сына Хорошая-мурзу ходили и их повоевали».
Казый оставил пять сыновей: Хатокшоко (Атажуко) (родоначальник рода Атажукиных), Шолох, Джамбулат (родоначальник рода Джамбулатовых), Мисост (родоначальник рода Мисостовых) и Ислам.